# Станіславув-Дужи
Станіславув-Дужи (пол. Stanisławów Duży) — село в Польщі, у гміні Камйонка Любартівського повіту Люблінського воєводства.
Населення — 126 осіб (2011).

## Демографія
Демографічна структура станом на 31 березня 2011 року:
|          | Загалом | Допрацездатний вік | Працездатний вік | Постпрацездатний вік |
| -------- | ------- | ------------------ | ---------------- | -------------------- |
| Чоловіки | 62      | 13                 | 42               | 7                    |
| Жінки    | 64      | 15                 | 30               | 19                   |
| Разом    | 126     | 28                 | 72               | 26                   |